# Ifriqiya

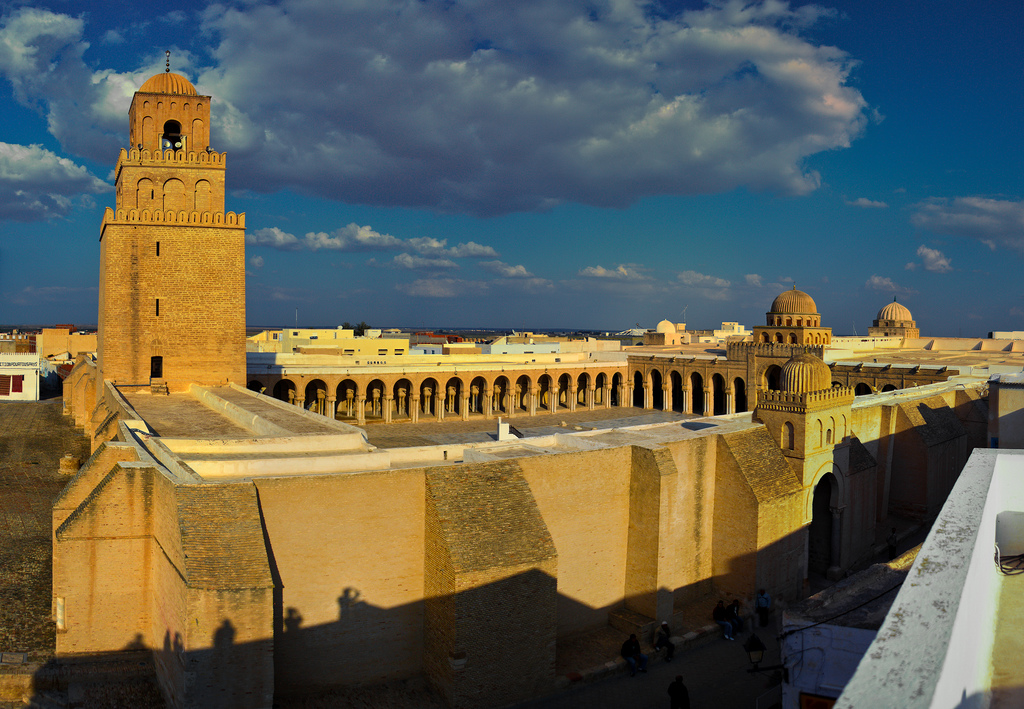
De moskee van Kairouan

Ifriqiya of Ifriqiyah (Arabisch: إفريقية) was gedurende de middeleeuwen de naam van het kustgebied van het hedendaagse Tunesië, westelijk Libië (namelijk Tripolitana) en oostelijk Algerije. Dit gebied omvatte de voormalige Romeinse provincie Africa.
De zuidelijke grens van Ifriqiya werd gevormd door de halfwoestijngebieden en zoutmoerassen van el-Djerid. De heersers van dit gebied wisten hun uitvloed uit te breiden tot Sicilië en delen van het Italiaanse schiereiland. De westgrens was niet nauw gedefinieerd maar strekte zich soms uit tot Béjaïa in het hedendaagse Algerije. De hoofdstad was Kairouan in Midden-Tunesië.

## Geschiedenis
Na eerst door de Punische Carthagers, Romeinen, Vandalen en Byzantijnen overheerst te zijn, wordt de regio in het begin van de achtste eeuw door de Arabische Omajjaden veroverd. Na het einde van deze dynastie nemen de Abassiden de touwtjes in handen. Al meteen na de aanvang van het Abassidische kalifaat neigt de regio naar een grotere autonomie. In 800 verkrijgt de uit Khorasan afkomstige Ibrahim ibn al-Aghlab de titel Emir van Kairouan, en sticht deze de dynastie van de Aghlabiden.
De Aghlabiden gebruikten Kairouan als springplank voor de verovering van Sicilië (vanaf 827), waar ze het Emiraat Sicilië stichtten, dat bleef bestaan totdat Sicilië in de 11e eeuw veroverd werd door de Normandiërs. De Arabische erfenis is tot op de dag vandaag terug te vinden in de Siciliaanse cultuur.
Eind 9e eeuw wordt de regio overvallen door isma'ilistische groepen die de regio onder de vleugels van het naburige Fatimidische kalifaat brengen. Vanaf het midden van de 10e eeuw weet Abu Yazid (een lid van de stammen Wargu en Merendjissa van de Banu Ifren) een Berberrevolte te ontketenen die het door oorlogen met Kharidjieten verzwakte Fatimidische regime uit de regio verdrijft. Het machtscentrum van de Fatimiden keert naar Egypte, en de regio wordt dan door de Berberdynastie van de Ziriden bestuurd. Dezen breken in 1046 compleet met de Fatimiden en erkennen de soennitische kalief van Bagdad als suzerein. De Fatimiden sturen in 1052 bendes Arabische bedoeïen de Banu Hilal die het gebied plunderen. 
Ifriqiya werd vervolgens beheerst door de Hafsiden, de laatste lokale heersers tot de verovering door het Ottomaanse Rijk van de Turken in 1574.